# Ein irrer Typ
Ein irrer Typ ist eine französische Filmkomödie aus dem Jahr 1977. Unter der Regie von Claude Zidi steht der französische Kinostar Jean-Paul Belmondo in einer Doppelrolle vor der Kamera. Der Film startete am 27. Oktober 1977 in den bundesdeutschen Kinos.

## Handlung
Die beiden erfahrenen Stuntleute Mike Gaucher und Jane Gardner sind sowohl beruflich als auch privat ein Paar. Lediglich wegen Mikes Draufgängertum, seiner eigenen Tollpatschigkeit sowie seiner nervigen Agenten haben es die beiden bisher nie in den Hafen der Ehe geschafft. Am Tag der geplanten Trauung lässt sich Mike zu einem gemeinsamen Stunt bei einem Gangsterfilm überreden, was Jane natürlich auf die Palme bringt. Der eigentlich einfache Dreh endet im Fiasko: Durch den Streit untereinander sowie einen technischen Defekt verunglückt der Stuntwagen, so dass Mike und Jane statt vor dem Traualtar dick bandagiert im Krankenhaus landen. Jane hat endgültig genug von ihrem unzuverlässigen Partner und trennt sich.
Aus dem Krankenhaus entlassen glaubt sich Mike im Anschluss vom Pech verfolgt: Erst vergeigt er den Promotiontermin eines Nudelherstellers und wird gefeuert. Schließlich ergibt sich für Mike doch noch ein neuer Job. Obwohl er zugleich seine lukrative, wenn auch illegale Einnahmequelle vom Sozialamt verliert, dem er einen behinderten und kinderreichen Vater vorspielt, engagieren ihn der Filmproduzent Fechner und der stotternde Regisseur Campanese für ein Agentenfilm-Spektakel des Kinohelden Bruno Ferrari, dem Mike zum Verwechseln ähnlich sieht. Mike soll Ferrari doublen, damit der Produzent sich damit rühmen kann, Ferrari würde alle seine Stunts allein machen. Mike schlägt ein – mit der Bedingung, dass auch Jane mitwirken soll. Campanese zögert zunächst, aber als Mike (absichtlich) einen Stunt vergeigt, holt das Team Jane an Bord.
Mike hofft durch die Nähe zu Jane diese wieder für sich zu gewinnen. Allerdings hat seine ehemalige Partnerin inzwischen mit einem Grafen angebandelt und beabsichtigt diesen bald zu heiraten. Zudem stört Bruno die beiden in den unmöglichsten Situationen. Denn dieser ist, anders als sein Image, verspielt, ängstlich und vor allem schwul, weshalb er sich an Mike heranmacht.
Als Mike keine andere Chance sieht, die Hochzeit Janes zu verhindern, und diese zudem herausfindet, dass sie lediglich wegen Mike engagiert wurde, verlässt Jane das Set, während Mike Bruno bei einem Pressetermin als das hasenfüßige Weichei enttarnt, das er eigentlich ist.
Am Tag der Hochzeit stürmt Mike in einem Gorillakostüm und unterstützt durch etliche Zootiere das Schloss des Grafen und verhindert die Eheschließung. An einem Seil schwingt er sich am Ende zu Jane hinunter, die ihn immer noch liebt, wonach beide einer gemeinsamen Zukunft entgegenfliegen.

## Kritik
Das Lexikon des internationalen Films sah eine „[z]wischen Klamauk und amüsanter Situationskomik schwankende, geschmacksunsichere Komödie“, wobei Belmondo in der Doppelrolle gelobt wurde.
Das Fazit von Cinema lautet: „Total turbulent, albern und rasant“.

## Auszeichnungen
Der Film gewann im Jahr 1978 die Goldene Leinwand.

## Trivia
- Wie in den meisten seiner Filme machte Belmondo auch hier alle seine Stunts selbst. Eine kleine Verbeugung davor ist im Film zu sehen, als auch bei Bruno Ferrari versucht wurde, dies so darzustellen.
- Die französischen Musik- und Filmstars Jane Birkin und Johnny Hallyday haben Gastauftritte im Film.
- Hauptproduzent von Ein irrer Typ ist Christian Fechner. Als Insider-Gag gab man dem von Julien Guiomar gespielten Produzenten des Films im Film auch den Namen Fechner. Der bekannte französische Regisseur Claude Chabrol spielt sich selbst: unter Verwendung seines Namens und als einer der Regisseure des Films im Film.
- Als Drehort für das Schloss des Grafen de Saint-Prix diente das Château de Vigny in Vigny, rund 40 Kilometer nordwestlich von Paris.